# Света Параскева (Самарина)
Вижте пояснителната страница за други значения на Света Параскева.
„Света Параскева“ (на гръцки: Ναός Αγίας Παρασκευής) е манастирска православна църква, край пиндското село Самарина, Егейска Македония, Гърция.

## История
Църквата е разположена на 4,5 km южно от селото, на залесено плато, защитено и през зимните през летните месеци. Вероятно на това място се е намирало и самото село преместването му на сегашното. Датата на основаване на манастира е неизвестна, но местната традиция го поставя в XI век, като за основатели се сочат двама монаси Никифор и Дионисий. През османско време е център на хайдушка дейност. Католиконът е построен в 1713 година. От XVIII век в Самарина се развива самостоятелна художествена школа и в манастира се създава зографско училище. В края на XIX век манастирът е изоставен, но в началото на XX е възстановен.

## Католикон
Католиконът на основната църква е построен през 1713 г. в източната част на двора. В архитектурно отношение е византийски храм без нартекс, с четири колони и два големи купола в централния кораб и четири по-малки в ъглите. Има правоъгълната форма с външни размери 11,05 х 9,70 m без апсидата. Характерна особеност е, че на мястото на пресичането на корабите има сляп купол, който се подкрепя от четири кръгли каменни колони с красиви капители и пандантиви. Наосът се разделя на три кораба, от които страничните са еднакви, а средният е 1,8 пъти по-голям. Над входа има ниша за образа на Света Параскева. Входът е украсен с каменни релефи с човешки фигури, двуглави орли и кипариси. Всички прозорци са малки и правоъгълни с дървени рамки. Покривът е двускатен със засеки на изток и запад, като покритието първоначално е от плочи. Апсидата има самостоятелен покрив. Подът е от плочи с различни размери. Градежът на сградата е от камък с различни нива на обработка.
Във вътрешността храмът е изписан със стенописи в 1819 година от самаринския зограф Михаил Анагност. Таваните са резбовани и изписани. Иконостасът е изключително ценен резбован и позлатен.
В 1962 година църквата е обявена за паметник на културата.
До католикона има още една църква „Преображение Господне“, метох на манастира, която в миналото е била посветена на Света Параскева. Трикорабна базилика с дървен покрив, нартекс и трем на юг и запад. Според запазения зографски надпис е изписана в 1819 година.